# Snaga
Snaga (* 1978; auch Pretty Snaga, bürgerlich Timm David Zumbrägel) ist ein deutscher Battle-Rap-Hip-Hop-Musiker aus Gladbeck (Ruhrgebiet).

## Leben
Bevor Zumbrägel mit dem Rappen anfing, war er sieben Jahre lang als Thai-Boxer aktiv, was er aber wegen eines Herzklappenfehlers aufgeben musste. In dieser Zeit erhielt er den Spitznamen Snaga, der im Serbischen „Kraft“ bedeutet.
Nach dem Abitur studierte er acht Semester Film- und Fernsehwirtschaft, schloss mit Diplom ab und gründete mit zwei Freunden die Filmfirma Timaxx Entertainment.
In den 90er Jahren war er Mitbegründer der Hip-Hop-Crew Knappschaft. Er rappte zu der Zeit noch auf Englisch, als er 2003 Oliver „Big“ Pillath kennenlernte. Snaga und Pillath arbeiteten daraufhin häufiger miteinander und waren an dem Gemeinschaftsprojekt der Formationen Knappschaft und Nordkurve beteiligt, die ein gemeinsames Mixtape veröffentlichten.
Zusammen mit Pillath war er als Duo Snaga & Pillath zeitweise bei den Labels 3P und Deluxe Records unter Vertrag.
Im April 2009 erschien ein gemeinsames Album mit Fard unter dem Titel „Talion“.
Im November 2009 erschien das gemeinsame zweite Album mit Pillath unter dem Titel „II“ beim Label „Ruhrpott Illegal“.
Am 23. Mai 2014 folgte das zweite gemeinsame Album mit Fard unter dem Titel Talion 2. Es erreichte Platz 4 der deutschen Albumcharts.
Am 12. Juni 2015 erschien sein Solodebüt Snaga fickt Deutschland 2, welches in Deutschland Platz 15 verzeichnen konnte.
Am 29. Januar 2016 erschien sein Instrumentalalbum 2013/Für Vito.

### Timaxx Entertainment GbR
Ferner ist Snaga als Geschäftsführer der Timaxx Entertainment GbR, einer Filmfirma in Dortmund, tätig. Er konnte laut Pillath nicht auf der Feuer über Deutschland-DVD erscheinen, weil er zu dieser Zeit mit Dreharbeiten an einem Film beschäftigt gewesen war. Beim zweiten Teil von Feuer über Deutschland tritt Snaga als Gastgeber/Moderator der DVD auf.

## Rezeption
Der gemeinsam mit Fard aufgenommene Song „Contraband“ wurde als antizionistisch und antisemitisch kritisiert. Der Song beginnt mit dem Ausruf „Pro Mudschaheddin, pro Palestine“. Im Anschluss richteten die Rapper „dann ihren Hass [...] gegen die ‚Politik aus Tel Aviv‘“ und verwendeten „klassische antisemitische Analogien wie die Kritik am Bankenzins oder verschwörungstheoretische Assoziationen zu den ‚Bilderbergern‘“. Das Ganze werde zudem „untermalt und illustriert von einer paramilitanten Ästhetik – für die ‚Freiheit‘ mit Knüppeln, Fackeln, Kufyia und Maschinengewehren“.

## Diskografie

### Alben
- 2009: Talion (Snaga & Fard)
- 2014: Talion 2 (Snaga & Fard)
- 2015: Snaga fickt Deutschland 2
- 2016: 2013/Für Vito (Instrumental-Album)
- 2024: Von uns für uns

### Mixtapes
- 2004: Snaga - Snaga fickt Deutschland (Rec.On Entertainment)

### Sonstige
- 2007: Massiv hängt feat. Manuellsen  (Internet Exklusiv)
- 2009: Talion, Talion (Juice Bunker Remix) (Juice-Exclusive! auf Juice-CD #96)

### Snaga & Pillath
- siehe Snaga & Pillath#Diskografie